# Clauen
Clauen ist ein Ortsteil der Gemeinde Hohenhameln im niedersächsischen Landkreis Peine in Deutschland.
Er hat 1228 Einwohner auf einer Fläche von 7,25 km² (Stand: 31. Dezember 2023).

## Geographie
Clauen liegt zwischen Harz und Mittellandkanal rund 30 Kilometer südöstlich von Hannover. Es befindet sich im Westen des Hohenhameler Gemeindegebiets an der Kreuzung der Bundesstraße 494 mit der Nord-Süd-Verbindung von Sehnde nach Bettmar.
 Nachbarorte
- Hohenhameln
- Soßmar
- Harber
- Rautenberg
- Bründeln
- Algermissen
- Groß Lobke

## Geschichte

### Vorgeschichte und Ersterwähnung
Ausgrabungen belegen, dass die Gegend bereits in der Jungsteinzeit um 5000 bis 2000 v. Chr. von Ackerbauern und Viehzüchtern besiedelt war. Es wurde damals überwiegend Hirse, Gerste und Weizen angebaut. Erst 500 n. Chr. wurden die Cherusker (Fosen) von den von der Elbe heranrückenden Sachsen verdrängt.
Der Ort Clauen wird erstmals am 23. August 1151 in einer Urkunde des Hochstiftes Hildesheim erwähnt. Mit der Urkunde bestätigte Bischof Bernhard den Besitzstand des Moritzstiftes. Damit wurden Streitigkeiten zwischen ihm und dem Propst Burchard beigelegt. In der lateinisch abgefassten Urkunde, in der Clauen mit „Cleun“ bezeichnet wird, ist festgelegt, dass dem Küster des Moritzstiftes der Ertrag einer Hufe (rund 30 Morgen) Ackerland für die Beleuchtung der Kirche zu liefern ist. Clauen ist ein Ort unter vielen anderen in dieser Urkunde, die Abgaben an das Kloster entrichten mussten. Es ist jedoch anzunehmen, dass Clauen bereits vor 1151 urkundlich erwähnt wurde, da die Missionierung im Bistum Hildesheim durch Ludwig den Frommen im Jahre 815 begann. Allerdings vernichteten zwei Brände im Hildesheimer Holzdom in den Jahren 1013 und 1046 alle Urkunden des Domarchivs.

### Entstehung des Ortsnamens
In der Urkunde aus dem Jahre 1151 wird als Ortsname „Cleun“ genannt. „Cleun“ könnte vom lateinischen Wort „clavis“ (Schlüssel) abgeleitet sein. In einer alten Chronik wird „clavis“ auf eine „Schlüsselburg“ zurückgeführt. Überreste dieser Burg, die zum Schutz des Bistums Hildesheim diente, sollen noch gegen Ende des 19. Jahrhunderts am Nordostrand des Dorfes zu erkennen gewesen sein.
Weitere Deutungen des Ortsnamens:
´Claver´, niederdeutsch für Klee – bezeichnet ein Flurstück, ´Kliobon´ und ´Klobo´ – niederdeutsch für Spalten bzw. Scheit oder Spalt, ´Klaue´ – Hinweis auf frühere Aufspaltung in drei Ortsteile: mittleres Dorf an der Schlütenstraße, Alt-Clauen am Nordrand, kleines Dorf an der ehemaligen Tränke im Südwesten.
In der Chronik aus dem Jahre 2001 wird die Namensentwicklung Clauens chronologisch genannt:
1151 Cleun; 1154 Clowen; 1181 Hermanus sacerdos de Clowen; 1186 de Cleu; 1225 Clawen; 1230 Clowe; 1261 Klowen; 1263 Marcwardus de Clowin; 1265 Cloen; 1277 Ludolfus de Clauwen, Clawen; 1304 Ludbertus de Cloyen; 1345 Klouwen; 1387 Clawen; 1411 Cloven; 1458 Clauwen, Klauwen, Klawen; 1542 de Clauwen; 1560 Clawenn; 1561 Clauwen; 1757 Clauen
Seit Ende des 19. Jahrhunderts heißt der Ort offiziell Clauen.

### Neueste Zeit
Clauen wurde am 1. März 1974 in die Gemeinde Hohenhameln eingegliedert.

### Ortswappen
Das Wappen von Clauen zeigt auf rotem Untergrund einen gelb-goldenen Löwen, der in seinen Pranken ein Kreuz mit verlängertem Schaft hält. Den Entwurf fertigte der hannoversche Heraldiker Alfred Brecht in Anlehnung an die im alten Kirchturm abgestellte Wetterfahne.
Diese zierte bis 1906 das Dach der Kirche und wurde, nachdem sie durch eine andere ersetzt wurde, von dem Schlossermeister Carl Ahrens im Kirchturm verwahrt. In einer Sitzung am 4. Januar 1961 beschloss dann der Clauener Gemeinderat, für die Gemeinde dieses Wappen gestalten zu lassen und künftig dieses auch im Siegel der Gemeinde zu führen. Nach Bildung der Einheitsgemeinde Hohenhameln im Jahre 1974 wurde für alle dazugehörigen Dörfer ein einheitliches Wappen geschaffen. Um die Erinnerung an das Clauener Wappen zu bewahren, schufen drei Clauener Bürger in Holz gearbeitete Tafeln mit dem Löwen. Diese Tafeln wurden am 21. September 1991 an allen vier Zufahrtsstraßen des Dorfes aufgestellt.

### Religionen

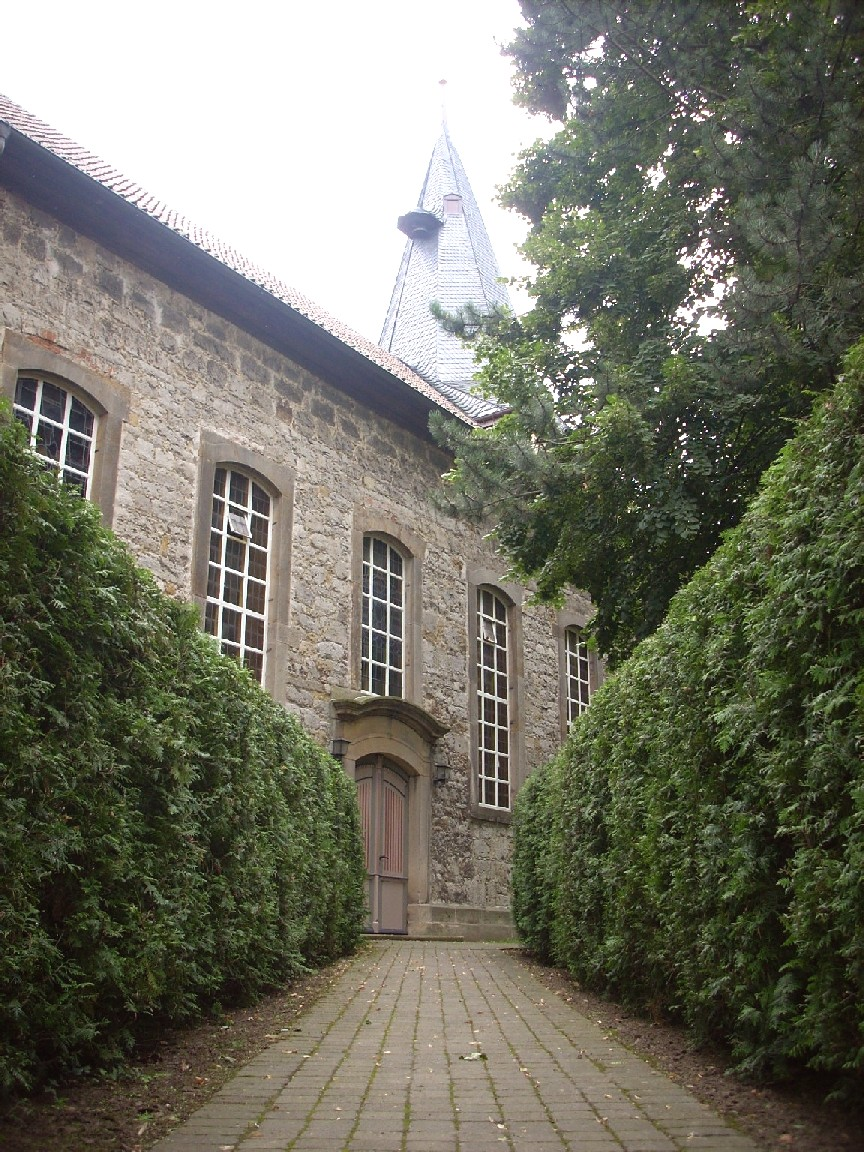
Evangelische Kirche in Clauen

Seit dem Jahre 1542 ist die Kirchengemeinde evangelisch-lutherisch, da Rat und Bürgerschaft von Hildesheim sich am 27. August zur lutherischen Lehre bekannten und die Stadt Hildesheim als Pfandinhaber für die Durchführung der Reformation in Stadt und Amt Peine sorgte. Als erster evangelischer Pastor ist Johannes Stenzi (1542–1548) überliefert. Die evangelische Dorfkirche, auf einem Hügel im Dorf gelegen, hat einen romanischen Turm und ein barockes Kirchenschiff mit zeitgenössischen Bildfenstern. In der Kirche befindet sich eine aus der Schlosskirche zu Wolfenbüttel stammende, in barocken Formen gehaltene Kirchenorgel, die 1796 mitsamt Mittelteil der Empore für 250 Taler aus einem Scheunenfund  gekauft wurde. Herzog August Wilhelm von Wolfenbüttel gab sie im Jahre 1725 beim Orgelbaumeister Johann Andreas Graff(e) aus Wolfenbüttel für 680 Taler in Auftrag, der ältere Teile einer Orgel von Gottfried Fritzsche (1621/22) verwendete. Im Jahr 1995 restaurierte Bernhardt Edskes das Instrument, das über ein Manual und ein angehängtes Pedal verfügt.

## Politik

### Ortsrat
Der Ortsrat, der Clauen vertritt, setzt sich aus sieben Mitgliedern zusammen. Die Ratsmitglieder werden durch eine Kommunalwahl für jeweils fünf Jahre gewählt.
Bei der Kommunalwahl 2021 ergab sich folgende Sitzverteilung:
| Ortsrat 2021Insgesamt 7 Sitze - SPD: 3 - CDU: 4 |

### Ortsbürgermeister
Der Bürgermeister der Gemeinde ist Uwe Semper (SPD), der Ortsbürgermeister Uwe Lauenstein (CDU).

## Wirtschaft und Infrastruktur

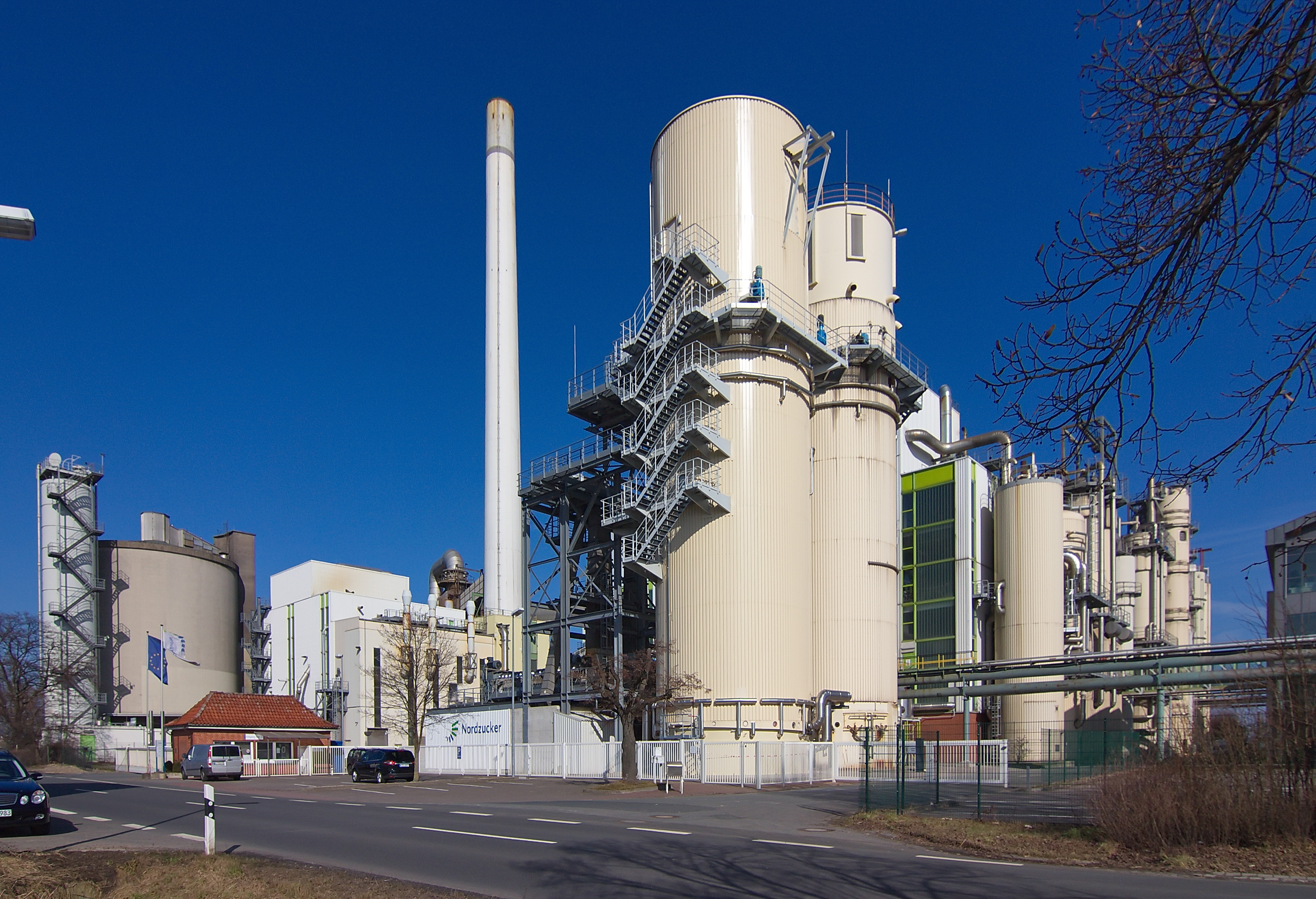
Zuckerfabrik Clauen

Ab 1912 sorgte die Elektrizitäts-Gesellschaft Clauen für elektrischen Strom. Der Strompreis wurde seinerzeit mit 0,5 Pferdestärken pro Glühlampe berechnet. Mit 50 Mark beteiligte sich die Gemeinde an der Gesellschaft.
Die Clauener Zuckerfabrik ist eine der letzten fünf Zuckerfabriken der Firma Nordzucker und gehört zu den großen und modernen Anlagen zur Zuckerrübenverarbeitung in der Region. Die Fabrik wurde im Jahre 1869 durch die am 16. März 1869 neu gegründete Clauener Actien-Zuckerfabrik erbaut und begann bereits im November desselben Jahres mit ihrer ersten Rübenkampagne. Die Zuckerfabrik wurde von 15 Bürgern gegründet, von denen drei aus der Ortschaft Clauen stammten.
Außerdem sind in Clauen zwei Dienstleistungsunternehmen der Verpackungsbranche tätig. Zum einen die Firma Konverdi GmbH und des Weiteren die Firma OH!S AG Projektpartner Verpackungen. Beide haben ihren Firmensitz seit 1998 in der Alten Schmiede.

## Windkraft
Seit 2010 stehen bei Clauen zwei Windkraftanlagen vom Typ RePower 3.4M mit 128 Meter Nabenhöhe und 104 Meter Rotordurchmesser.